# دين إل. ماي
دين إل. ماي (بالإنجليزية: Dean L. May)‏ هو مؤرخ وقسيس أمريكي، ولد في 6 أبريل 1938، وتوفي في 6 مايو 2003 بسبب نوبة قلبية.